# Sotirios Kyrgiakos
Sotirios Kyrgiakos (Græsk: Σωτήρης Κυργιάκος) (født 23. juli 1979 i Trikala, Grækenland) er en tidligere græsk fodboldspiller, der spillede som midterforsvarer senest  tyske Bundesliga-klub Wolfsburg. Han blev i 2012's første transfervindue udlejet til Sunderland. Tidligere har han optrådt for de græske klubber Panathinaikos, Agios Nikolaos og AEK Athen, for skotske Rangers F.C., tyske Eintracht Frankfurt og engelske Liverpool.
Med Panathianikos vandt Kyrgiakos ét græsk mesterskaber og én pokaltitel, ligesom det med Rangers blev til en Premier League-triumf i 2005.

## Landshold
Kyrgiakos nåede at spille 61 kampe og score 4 mål for Grækenlands landshold, som han debuterede for den 13. februar 2002 i et opgør mod Sverige. På grund af en skade var han ikke en del af det hold, der sensationelt vandt guld ved EM i 2004, men deltog til gengæld ved Confederations Cup 2005 i Tyskland, EM i 2008, samt VM i 2010.

## Titler
Græsk Liga
- 2004 med Panathinaikos FC

Græsk Pokalturnering
- 2004 med Panathinaikos FC

Skotsk Premier League
- 2005 med Rangers F.C.